# Arsakes I
Arsakes I (latin: Arsaces I; persiska: Arshak, Ashk) var grundaren av den partiska dynasti (arsakiderna) som styrde i Iran mellan 250 f.Kr och 226 e.Kr.
Arsakes I befriade Persien från grekiskt (seleukidiskt) styre och gjorde Hekatompylos (Shahr-i Qumis) i nordöstra Iran till landets huvudstad. Han gav riket den författning som sedan uppehölls till rikets sista tid. Arsakes I efterträddes 211 f.Kr. av sin son Arsakes II. Arsakes I har gett namn åt staden Ashkabad (abad, pers. "stad") i nuvarande Turkmenistan.
Mer detaljerad information om Arsakes I kommer uteslutande från senare grekiska och latinska versioner av parthiska legender (däribland Arrian i och Strabon xi). Arsakes I:s födelse- och dödsdatum är okända.